# Domsa Károlyné
Domsa Károlyné Szabó Alojzia (Budapest, 1943. március 26. – Budapest, 2014. február 6.) magyar könyvtáros, a Magyar Tudományos Akadémia Könyvtárának volt főigazgató-helyettese. Az Országos Dokumentumellátási Rendszer (ODR) Munkabizottságában, az OM Elektronikus Információszolgáltatás Könyvtári Bizottságában, a NKÖM Nemzeti és Etnikai Kisebbségek Főosztálya a Határon Túli Magyar Könyvtárak Pályázatait Elbíráló Szakértő Bizottságban. Alapító- és elnökségi tagja volt az Informatikai és Könyvtári Szövetségnek, elnöke a Tudományos és Szakkönyvtári Tagozatnak, állandó meghívottja a Magyar Tudományos Akadémia Könyv- és Folyóirat-kiadó Bizottságának, valamint a Pro Bibliotheca Alapítvány Kuratóriumának.

## Életpályája
1966-ban diplomázott az Eötvös Loránd Tudományegyetem Bölcsészettudományi Kar magyar–arab szakán. 1966-tól az Akadémiai Könyvtár munkatársa volt. 1969-ben csoportvezető lett.
1973-ban tudományos titkári megbízást kapott. 1977-től már osztályvezetőként működött a csereszolgálatnál.
1989. február 1-jével – amikor az előző főigazgató-helyettes, Rejtő István (1928–1991) nyugdíjba ment – főigazgató-helyettes lett.
1990-ben az idősödő Rózsa György főigazgató válláról egyre több terhet vett le, ezt ismerték el 1993-ban az ügyvivő főigazgató-helyettesi kinevezésével. 1996-ban Rózsa György nyugdíjba ment; a Magyar Tudományos Akadémia elnöke ideiglenesen megbízta a könyvtár vezetésével. Engel Pál 1996–1997 között a könyvtár főigazgatója volt; főigazgató-helyettesként ott állt; tudásával és helyismeretével komoly támasza volt a főigazgatónak. 1997–2006 között egyedüli vezetőként (főigazgató-helyettesi kinevezéssel) mindent megtett az intézmény fennmaradásáért és jövőjéért.
2006-ban nyugdíjba vonult.

## Művei
- Az Akadémiai Értesítő és a Magyar Tudomány indexe 1840-1970: A-L (1975)
- Az Akadémiai Értesítő és a Magyar Tudomány indexe 1840-1970: M-R (1975)
- Az Akadémiai Értesítő és a Magyar Tudomány indexe 1840-1970: S-Z. Repertórium 1840-1970 (1975)
- "Gondolatok a könyvtárban" (1992)
- Az ODR egy tagkönyvtár szemszögéből: a Magyar Tudományos Akadémia Könyvtárának részvétele az ODR-programban (2002)

## Díjai
- A Magyar Köztársaság Érdemrend kiskeresztje (1996)
- A Magyar Érdemrend tisztikeresztje (2005)
- Bibliotéka emlékérem (2006)